# 六角長形螺母

六角長形螺母及其正視圖

六角長形螺母, 也稱為延伸螺母，是用於連接兩個陽螺紋的螺紋緊固件，最常見的是螺紋桿。緊固件的外側通常是六角形，因此扳手可以握住它。變型包括“減少連接螺母”，用於連接兩個不同尺寸螺紋的“視孔連接螺母”，它們有一個觀察孔，用於觀察接合量和用左手螺紋連接螺母。這些用於由較短長度的桿組成長桿組件。桿擰入聯接螺母一定距離。聯接螺母尺寸由工業緊固件協會以標準IFI-128描述。這是一個簡單的完成。根據所用的棒料，它可以是冷拉或熱軋。有兩種不同的螺紋尺寸和輪廓螺紋連接螺母被稱為異徑接頭螺母。
可以使用延伸螺母向內擰緊桿組件或向外按壓桿組件。